# Kamil Kuzma
Kamil Kuzma (* 8. března 1988 Stropkov) je slovenský fotbalový záložník, od ledna 2018 bez angažmá.

## Klubová kariéra
Svoji fotbalovou kariéru začal v MŠK Tesla Stropkov. Prvoligový fotbal poprvé okusil v klubu MFK Košice, kde strávil 6 sezón a zahrál si i v Evropské lize UEFA. V roce 2013 hostoval půlrok v mužstvu ŠK SFM Senec.
V témže roce posílil FC Spartak Trnava, s nímž si také zahrál evropské poháry (pomohl k postupu do 3. předkola Evropské ligy UEFA 2014/15, kde Trnavu vyřadil švýcarský FC Zürich.
V červenci 2015 se jako volný hráč připojil na zkoušku k moravskému týmu FC Fastav Zlín, nakonec však posílil FC VSS Košice. V létě 2016 přestoupil do klubu ŠPORT Podbrezová z Banskobystrického kraje, podepsal zde dvouletou smlouvu. V kádru jej přivítal trenér Marek Fabuľa. V Podbrezové působil do konce roku 2017.
V lednu 2018 trénoval s druholigovým slovenským klubem ŠKF Sereď.

## Reprezentační kariéra
Kuzma odehrál celkem 8 zápasů v dresu slovenské reprezentace do 21 let.